# Karel Roden starší
Karel Roden, vlastním jménem Karel Jan Hromada, (1. listopadu 1891 Praha – 2. srpna 1961 Liberec) byl český herec.

## Život
Narodil se v Praze v rodině krejčího Jana Hromady. Kolem roku 1910 propadl divadlu a začal hrát u kočovných společností F. Kosteleckého a V. Choděry. To bylo patrně příčinou i změny příjmení z Hromada na Roden. V letech 1919–1922 byl šéfem činohry Jihočeského divadla v Českých Budějovicích. Stejnou práci pak vykonával v letech 1922–1923 pro Východočeskou společnost. Další dvě sezóny hrál ve Stálém divadle v Kladně a v roce 1925 pak založil vlastní divadelní společnost s názvem Komorní divadlo. V roce 1938 byl nucen Komorní divadlo rozpustit a v letech 1940–1944 hrál v nuselském Tylově divadle. Po roce 1945 pak na řadu let posílil soubor Zemského oblastního divadla v Liberci, kde setrval do roku 1958. Ve filmu nalezl uplatnění na přelomu 30. a 40. let, kdy neměl stálé divadelní angažmá. Zahrál si v několika celovečerních filmech epizodní role.
Manželkou Karla Rodena byla herečka Anděla Šedivá-Rodenová, dcera herce Jana Šedivého (1850–1897) a vnučka herce, režiséra a dramatika Viléma Graua (1807–1863).

## Filmografie
- Nevinná (1939)
- Srdce v celofánu (1939)
- Studujeme za školou (1939)
- U svatého Matěje (1939)
- Dceruška k pohledání (1940)
- Dva týdny štěstí (1940)
- Turbina (1941)
- Velká přehrada (1942)
- Valentin Dobrotivý (1942)
- Tanečnice (1943)